# Liste der Biografien/Janu
Liste der Biografien |
Portal Biografien |
Personensuche
# |
A |
B |
C |
D |
E |
F |
G |
H |
I |
J |
K |
L |
M |
N |
O |
P |
Q |
R |
S |
T |
U |
V |
W |
X |
Y |
Z |
?
 
Ja |
Jb |
Jd |
Je |
Jh |
Ji |
Jj |
Jl |
Jn |
Jm |
Jo |
Jp |
Jr |
Js |
Jt |
Ju |
Jv |
Jw |
Jy
 
Jaa |
Jab |
Jac |
Jad |
Jae |
Jaf |
Jag |
Jah |
Jai |
Jaj |
Jak |
Jal |
Jam |
Jan |
Jao |
Jap |
Jaq |
Jar |
Jas |
Jat |
Jau |
Jav |
Jaw |
Jax |
Jay |
Jaz
 
Jana |
Janb |
Janc |
Jand |
Jane |
Jang |
Janh |
Jani |
Janj |
Jank |
Janm |
Jann |
Jano |
Janr |
Jans |
Jant |
Janu |
Janv |
Jany |
Janz
Die Liste der Biografien führt alle Personen auf, die in der deutschsprachigen Wikipedia einen Artikel haben. Dieses ist eine Teilliste mit 64 Einträgen von Personen, deren Namen mit den Buchstaben „Janu“ beginnt.

## Janu
- Janů, Zorka (1921–1946), tschechische Schauspielerin

### Janua
- Januária von Brasilien (1822–1901), Infantin von Portugal und Brasilien
- Januarius, Bischof und Märtyrer
- Januarius von Córdoba, christlicher Märtyrer
- January, Lois (1913–2006), US-amerikanische Schauspielerin

### Januc
- Januchta, Jolanta (* 1955), polnische Mittelstreckenläuferin

### Januk
- Janukewitsch, Aljaksej (* 1976), belarussischer Politiker
- Janukowytsch, Oleksandr (* 1973), ukrainischer Unternehmer
- Janukowytsch, Wiktor (* 1950), ukrainischer PolitikerWiktor Janukowytsch (* 1950)

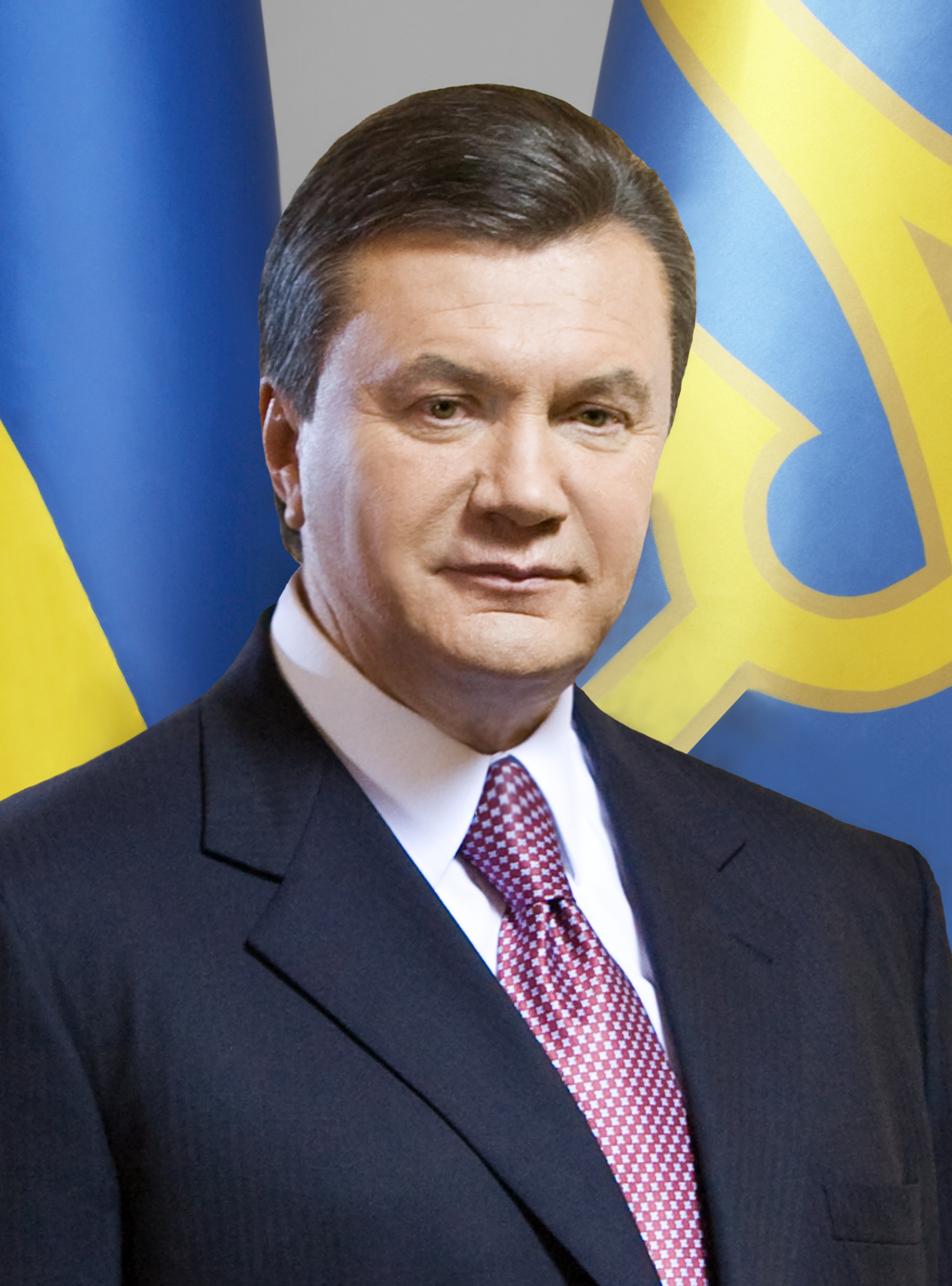
Wiktor Janukowytsch (* 1950)

- Janukowytsch, Wiktor Wiktorowytsch (1981–2015), ukrainischer Politiker

### Janul
- Janulevičius, Petras, litauischer Fußballspieler
- Janulytė, Justė (* 1982), litauische Komponistin

### Janur
- Janurik, Kinga (* 1991), ungarische Handballspielerin

### Janus
- Janus (1375–1432), König von Zypern
- Janus Daði Smárason (* 1995), isländischer Handballspieler
- Janus Guðlaugsson (* 1955), isländischer Fußballspieler und -trainer
- Janus Rasmussen, in Island aktiver Produzent und Songwriter
- Janus, Albert (1874–1949), deutscher Unternehmer
- Janus, Barthold († 1675), deutscher lutherischer Theologe, Generalsuperintendent
- Janus, Bengt (1921–1988), dänischer Schriftsteller
- Janus, Gerhard Otto Christoph (1741–1805), deutscher lutherischer Geistlicher
- Janus, Goran (* 1970), slowenischer Skispringer und Skisprungtrainer
- Januš, Gustav (* 1939), österreichischer Maler, Dichter und Übersetzer
- Janus, Jakob (1530–1583), sorbischer evangelischer Pfarrer und Autor
- Janus, Jaroslav (* 1989), slowakischer Eishockeytorwart
- Janus, Jill (1975–2018), US-amerikanische SängerinJill Janus (1975–2018)

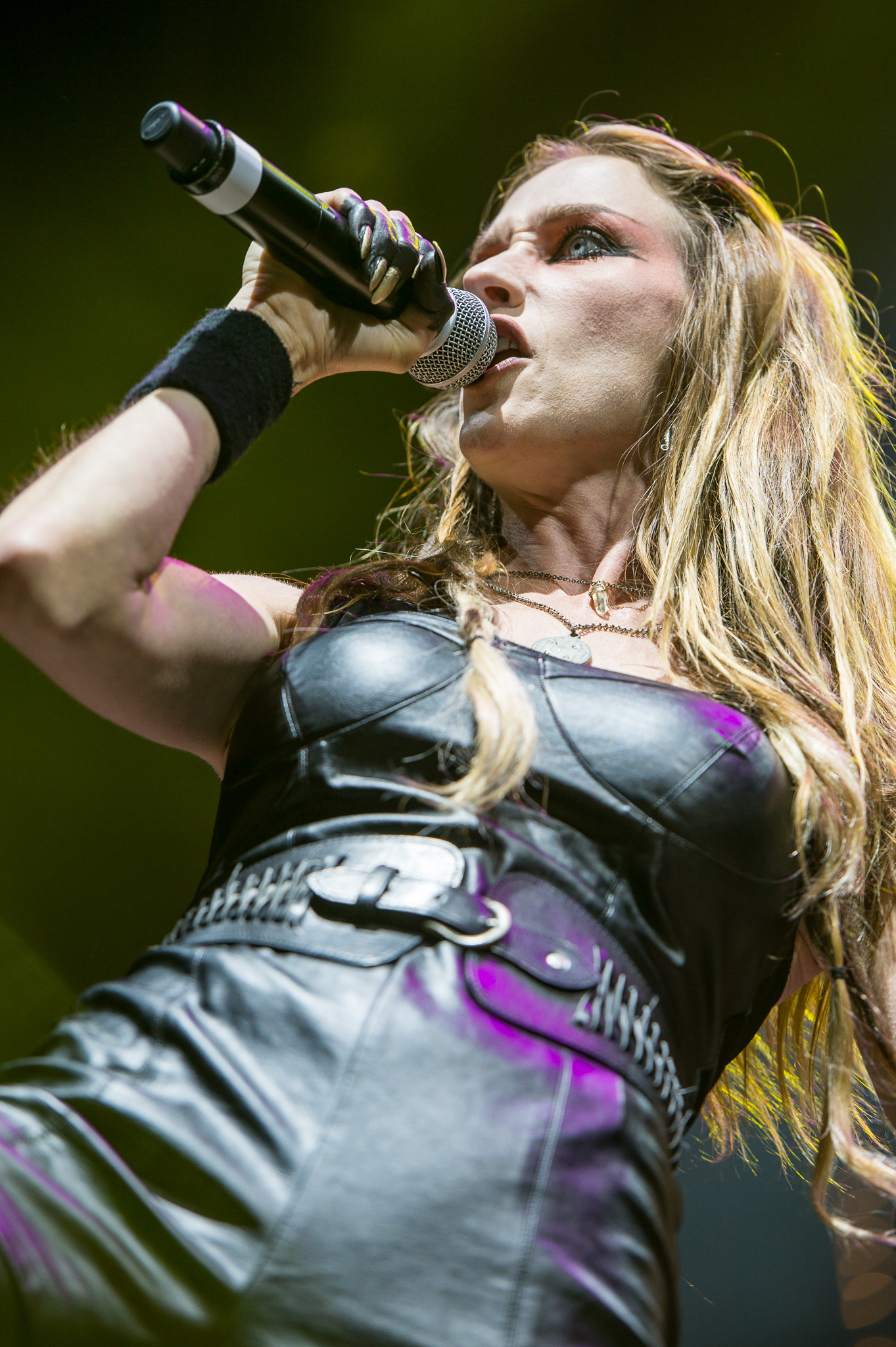
Jill Janus (1975–2018)

- Janus, Krzysztof (* 1986), polnischer Fußballspieler
- Janus, Ludwig (* 1939), deutscher Psychologe und Mediziner
- Janus, Ludwig von (1626–1693), sächsischer Hofmeister und Wittumsrat
- Januš, Miroslav (* 1972), tschechischer Sportschütze
- Janus, Roma, polnische Kulturmanagerin und Tanzdramaturgin
- Janus, Zbigniew (* 1964), polnischer Leichtathlet
- Janušauskaitė, Severija (* 1981), litauische SchauspielerinSeverija Janušauskaitė (* 1981)

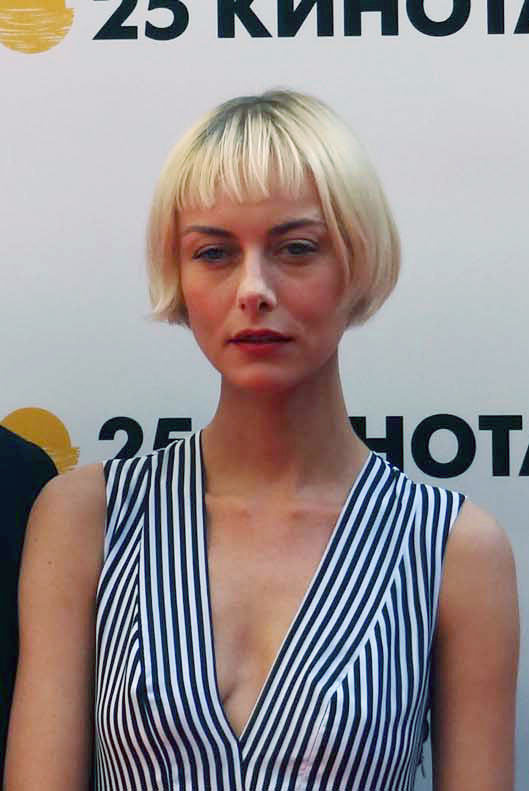
Severija Janušauskaitė (* 1981)

- Januschek, Franz (* 1949), deutscher Germanist und Hochschullehrer
- Januscheuski, Aljaksej (* 1990), belarussischer E-Sportler
- Januschewytsch, Jaroslaw (* 1978), ukrainischer Politiker und Wissenschaftler
- Januschke, Karsten (* 1980), deutscher Dirigent
- Januschkewitsch, Michail Borissowitsch (* 1946), sowjetischer bzw. russischer Schauspieler
- Januschkewitsch, Nikolai Nikolajewitsch (1868–1918), russischer General
- Januschofsky, Georgine von (1849–1914), österreichische Theaterschauspielerin und Opernsängerin (Sopran)
- Januschowski, Kai (* 1982), deutscher Augenarzt, Wissenschaftler und Professor für Augenheilkunde
- Januschowski, Ludwig von (1807–1883), preußischer Generalleutnant
- Janušek, Marián (* 1960), slowakischer Politiker
- Januševičius, Gintaras (* 1985), litauischer Pianist
- Januševičius, Raimondas (* 1973), litauischer  Politiker, Bürgermeister von Šakiai
- Januška, Albinas (* 1960), litauischer Politiker, Mitglied des Seimas und Diplomat
- Januskova, Petra (* 1991), kanadische Tennisspielerin
- Janušonis, Vinsas (* 1950), litauischer Arzt und Politiker
- Janussen, Jakob (1941–2023), grönländischer Beamter und Politikwissenschaftler
- Janusz (1382–1422), Herzog von Masowien
- Janusz I. Starszy († 1429), Fürst von Warschau
- Janusz II. (1455–1495), Herzog von Masowien
- Janusz III. (1502–1526), Herzog von Masowien
- Janusz Starża (1240–1295), Woiwode und Kastellan
- Janusz, Ewald (1940–2017), polnischer Kanute
- Janusz, Juliusz (* 1944), polnischer Geistlicher, katholischer Erzbischof und Diplomat des Heiligen Stuhls
- Janusz, Mikołaj (* 1982), polnischer Journalist, Kolumnist, Darsteller und Internetpersönlichkeit
- Januszajtis, Andrzej (* 1928), polnischer Physiker und Lokalhistoriker
- Januszewicz, Augustyn (1930–2011), polnischer Ordensgeistlicher, römisch-katholischer Bischof von Luziânia
- Januszewska, Gisela (1867–1943), österreichische Ärztin
- Januszewski, Gertrud (1911–2001), niederländische Zeichnerin, Papierschnittkünstlerin und Bildhauerin
- Januszewski, Paweł (* 1972), polnischer Hürdenläufer

### Janut
- Janutin, Fadri (* 2000), Schweizer Skirennfahrer

### Januz
- Januzaj, Adnan (* 1995), belgisch-albanischer FußballspielerAdnan Januzaj (* 1995)

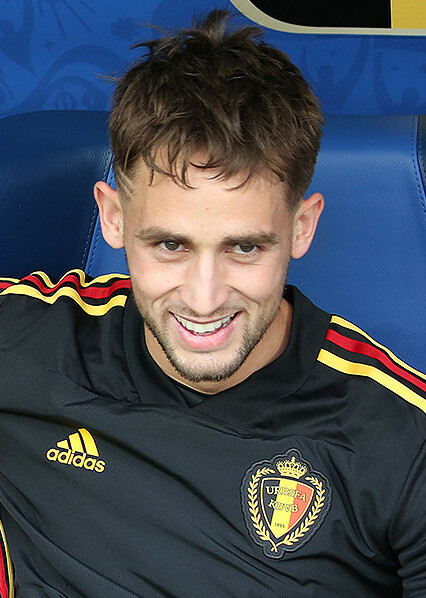
Adnan Januzaj (* 1995)